# Worsel
Worsel (ukrainisch und russisch Ворзель) ist eine Siedlung städtischen Typs in der ukrainischen Oblast Kiew mit etwa 6500 Einwohnern (2019+).

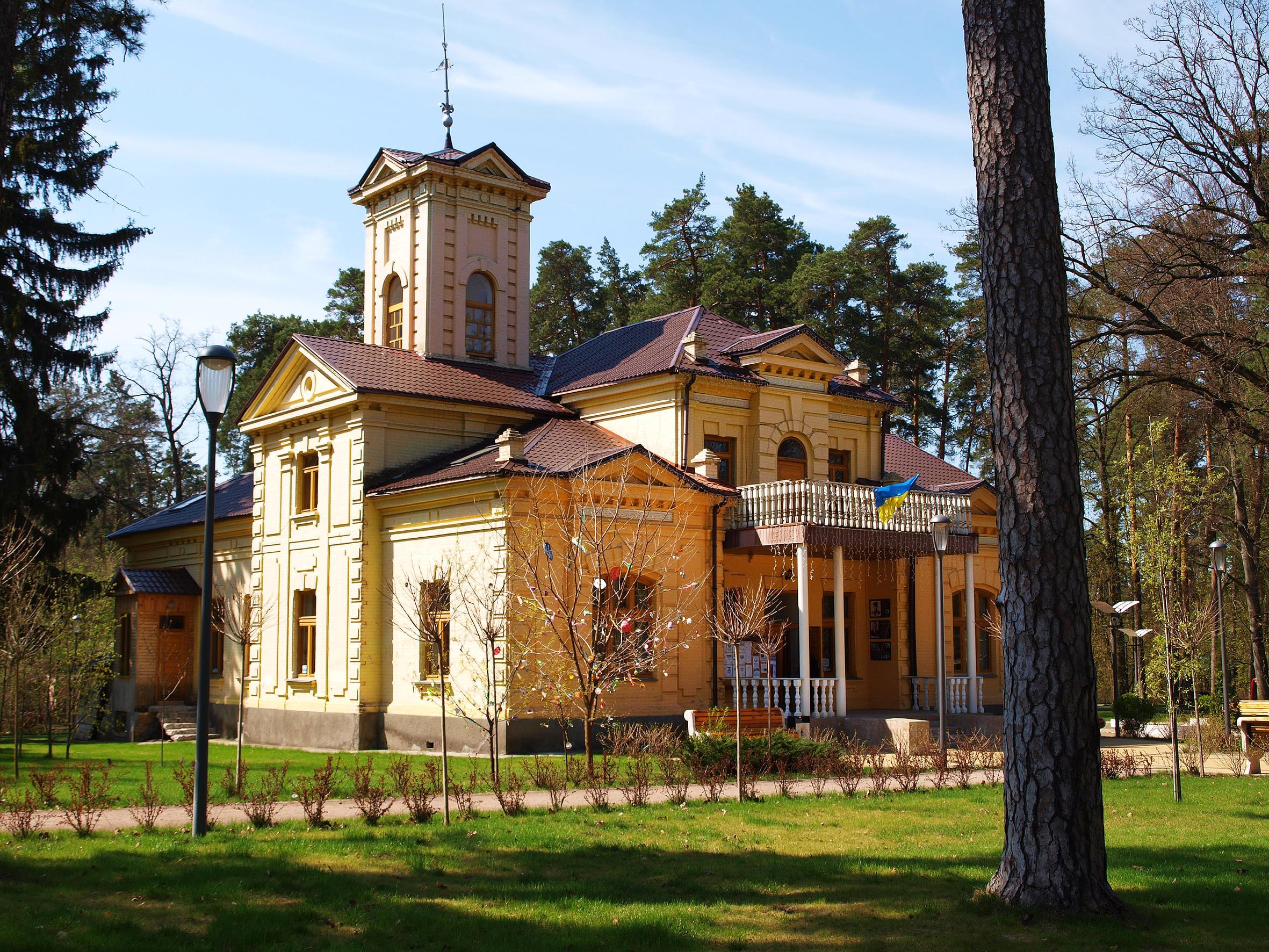
Haus Gräfin Uvarova in Worsel

Die Ortschaft liegt an der Fernstraße M 07 und besitzt einen Bahnhof an der Bahnstrecke Kiew–Kowel. Im Süden grenzt die Ortschaft an das Dorf Mychajliwka-Rubeschiwka. Das Stadtzentrum von Kiew liegt 33 km südöstlich von Worsel.
Im frühen 20. Jahrhundert wurde die Ortschaft als Ferienanlage gegründet und besitzt seit 1938 den Status einer Siedlung städtischen Typs.
Am 12. Juni 2020 wurde die Siedlung ein Teil der neugegründeten Stadtgemeinde Butscha, bis dahin bildete sie die gleichnamige Siedlungsratsgemeinde Worsel (Ворзельська селищна рада/Worselska selyschtschna rada) als Teil der Stadtratsgemeinde Irpin (10 Kilometer östlich gelegen) welche wiederum direkt unter Oblastverwaltung stand.
Am 17. Juli 2020 kam es im Zuge einer großen Rajonsreform zum Anschluss des Rajonsgebietes an den Rajon Butscha.